# The Gentle Storm
The Gentle Storm est un groupe néerlandais de metal symphonique. Il est fondé en 2014 par deux musiciens néerlandais, Anneke van Giersbergen (principalement connue en tant que chanteuse dans le groupe The Gathering puis en solo) et Arjen Anthony Lucassen (créateur de plusieurs projets musicaux dont Ayreon, Star One et Guilt Machine). 
Le premier album de The Gentle Storm, The Diary, est publié en mars 2015. Il s'agit d'un double album mêlant le metal symphonique et le metal progressif à des sonorités folk, avec une partie légère et folk et l'autre partie plus metal.

## Histoire

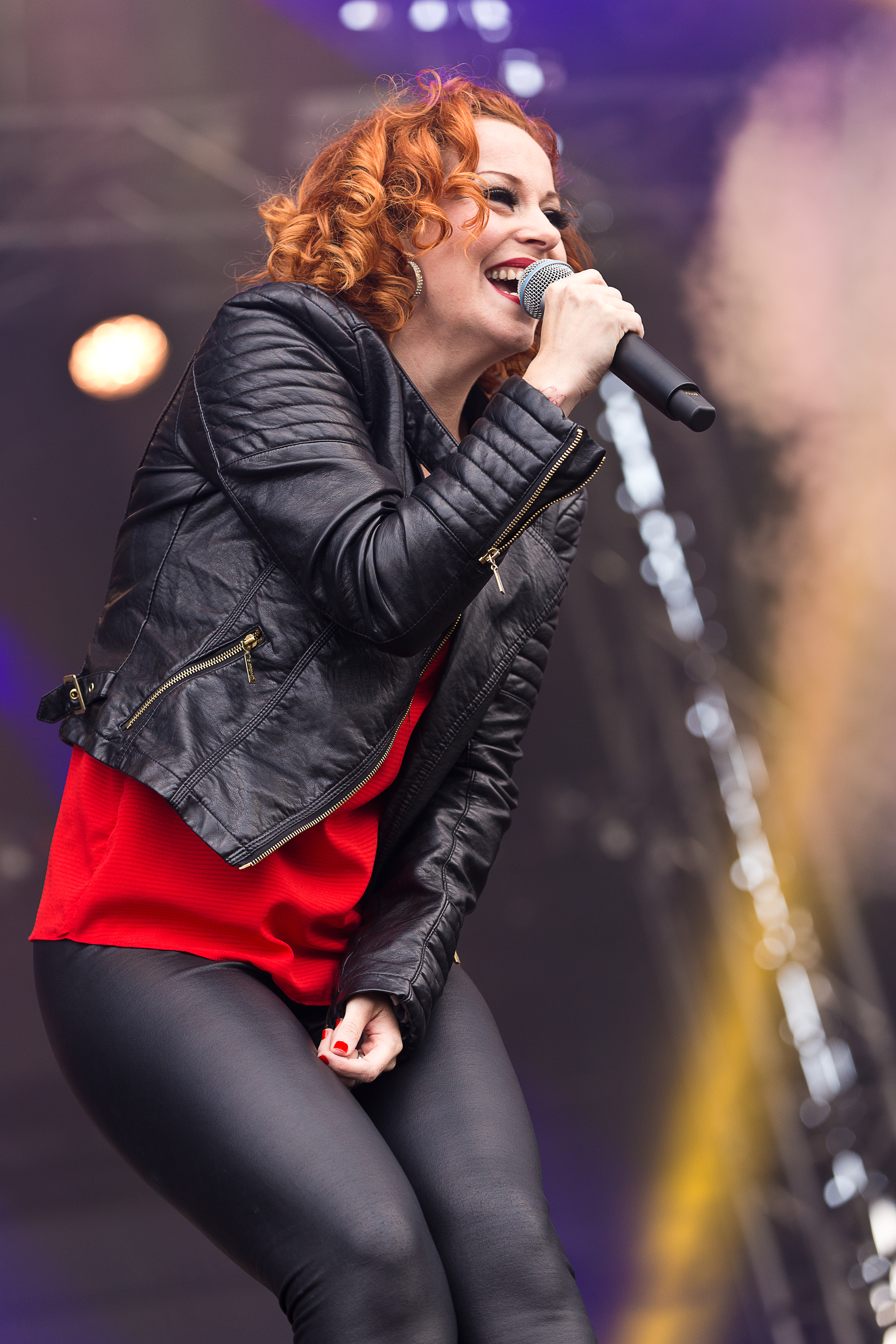
Anneke van Giersbergen au Rockharz, en 2015 à Ballenstedt.

Anneke van Giersbergen et Arjen Anthony Lucassen avaient déjà travaillé ensemble pour deux albums du groupe Ayreon, Into the Electric Castle et 01011001. Anneke van Giersbergen y chantait dans des chansons comme Isis and Osiris, Valley of the Queens ou Comatose. Arjen Lucassen évoque le projet pour la première fois en avril 2014 et le présente comme « une rencontre entre le classique, le metal et le « folk acoustique ». Plusieurs autres anciens collaborateurs d'Arjen le rejoignent pour le projet : le percussionniste Ed Warby, ainsi que Johan van Stratum (qui avait travaillé avec lui pour le groupe Stream of Passion), Joost van den Broek (au piano),  Ben Mathot (au violon) et Maaike Peterse (au violoncelle). Deux nouveaux musiciens sont invités pour l'occasion : Hinse Mutter à la double guitare basse et Jenneke de Jonge au cor d'harmonie.
Le premier album du groupe, The Diary, sort en mars 2015. Le groupe entame alors une tournée en Europe menée par Anneke van Giersbergen, tandis qu'Arjen Lucassen ne prend pas part aux concerts. The Diary prend la forme d'un double album contenant les mêmes chansons arrangées de façon contrastée. Le premier CD regroupe les versions gentle, qui mettent l'accent sur l'acoustique et le folk et recourent à de nombreux instruments exotiques, tandis que le second CD relève du metal orchestral pompeux et puissant. Le logo du groupe, la pochette et le livret de l'album ainsi que les clips diffusés en ligne pour les deux versions de la chanson Endless Sea adoptent des graphismes renvoyant à la marine néerlandaise de la Renaissance. La couverture de l'album est d'Alexandra V. Bach, qui avait notamment signé la couverture d'un album de Stream of Passion. Les chansons de l'album sont chantées en anglais avec quelques mots de néerlandais. Elles relatent une histoire d'amour et de séparation liée à la marine.
Le 20 janvier 2015, le groupe publie deux clips lyrique des deux versions de la chanson Endless Sea. The Gentle Storm annonce une brève tournée en avril 2016. Depuis, le groupe ne donne plus signe de vie.